# Komenda Wojewódzka Policji w Białymstoku
Komenda Wojewódzka Policji w Białymstoku – jednostka organizacyjna Policji obejmująca swoim zasięgiem terytorium województwa podlaskiego. Podlega bezpośrednio Komendzie Głównej Policji. Funkcję Komendanta Wojewódzkiego pełni nadinsp. Kamil Borkowski.

## Struktura organizacyjna Komendy

### Komórki podległe Komendantowi Wojewódzkiemu
- Wydział Kontroli,
- Wydział Kadr, Szkolenia i Obsługi Prawnej,
- Wydział Komunikacji Społecznej,
- Wydział Finansów,
- Wydział do spraw Ochrony Informacji Niejawnych,
- Sekcja Psychologów,
- Zespół Prawny,
- Zespół Ochrony Pracy,
- Zespół do spraw Ochrony Praw Człowieka,
- Jednoosobowe Stanowisko do spraw Audytu Wewnętrznego.

### Komórki podległe I Zastępcy Komendanta Wojewódzkiego
- Wydział Prewencji,
- Sztab Policji,
- Wydział Ruchu Drogowego,
- Wydział Konwojowym,
- Wydział Postępowań Administracyjnych,
- Oddział Prewencji Policji w Białymstoku,
- Samodzielny Pododdział Kontrterrorystyczny Policji w Białymstoku.

### Komórki podległe Zastępcy Komendanta Wojewódzkiego
- Wydział Kryminalny,
- Wydział Dochodzeniowo – Śledczy,
- Wydział Techniki Operacyjnej,
- Wydział Wywiadu Kryminalnego,
- Laboratorium Kryminalistyczne,
- Wydział do Walki z Korupcją,
- Wydział do Walki z Przestępczością Gospodarczą,
- Wydział do Walki z Przestępczością Narkotykową,
- Wydział Poszukiwań i Identyfikacji Osób.

- Wydział Łączności i Informatyki,
- Wydział Zaopatrzenia, Inwestycji i Remontów,
- Wydział Transportu,
- Zespół ds. Zamówień Publicznych.